# Баланчук Олексій Олександрович
Олексі́й Олекса́ндрович Баланчу́к-Фанште́йн (1978—2014) — солдат Збройних сил України, учасник російсько-української війни.

## Життєпис
Народився 1978 року в місті Кривий Ріг. Закінчив криворізьку школу № 119; полюбляв математику. Працював різноробочим (на «євроремонтах»); в армії не служив. Створив родину 2000 року; виховували доньку.
У часі війни — кулеметник, 93-а окрема механізована бригада.
Загинув 29 серпня 2014-го під час виходу з Іловайського котла «зеленим коридором» на дорозі поміж селами Многопілля — Червоносільське — Перемога. Олексій перебував у складі десанту БМП № 132 — разом з автомобілями батальйону «Донбас» в'їхали на околицю села, де по машинах терористи випустили 3 ПТУРи. Два не поцілили, третій влучив у БМП. Віктора Ходака важко поранило, через деякий час він помер у будинку — загорілася будівля, в яку влучив снаряд. У БМП тоді ж загинули солдати Віктор Ходак та Євген Петров.
3 вересня 2014-го тіло Олексія Баланчука разом з 96 тілами інших загиблих привезено до дніпропетровського моргу. Упізнаний бойовими товаришами і родичами.
Вдома залишилися мама Віра (чоловік помер давно і сини теж), дружина та донька Олександра 2004 р.н. Похований у Кривому Розі на кладовищі «Центральне».

## Нагороди та вшанування
За особисту мужність і героїзм, виявлені у захисті державного суверенітету та територіальної цілісності України, вірність військовій присязі під час російсько-української війни
- нагороджений орденом «За мужність» III ступеня (4.6.2015, посмертно)
- Його портрет розміщений на меморіалі «Стіна пам'яті полеглих за Україну» у Києві: секція 3, ряд 5, місце 31
- Вшановується 29 серпня на щоденному ранковому церемоніалі вшанування українських захисників, які загинули цього дня в різні роки внаслідок російської збройної агресії[1]
- відзнака міста Кривий Ріг «За Заслуги перед містом» 3-го ступеня (посмертно).